# Leichtathletik-Länderkampf der Frauen 1978 BR Deutschland – Rumänien
| 6. Leichtathletik-Länderkampf mit bundesdeutscher Beteiligung 1978 | 6. Leichtathletik-Länderkampf mit bundesdeutscher Beteiligung 1978 |
| ------------------------------------------------------------------ | ------------------------------------------------------------------ |
|                                                                    |                                                                    |
| Ländervergleich der Frauen: BR Deutschland – Rumänien              |                                                                    |
| Austragungsort                                                     | Augsburg                                                           |
| Wettbewerbe                                                        | 15                                                                 |
| Datum                                                              | 24. Juni                                                           |
| 1. FRG 2. ROU                                                      | 87 Punkte 70 Punkte                                                |
| Chronik                                                            |                                                                    |
| ← URS-FRG 5kampf (F)                                               | HUN-FRG-SWE-ESP00 Geher (M) →                                      |

Der sechste Vergleich des Länderkampfjahres 1978 war der erste Länderkampf in dieser Saison mit dem allgemeinen leichtathletischen Programm. Die Frauen traten dazu am 24. Juni in Augsburg zum siebten Mal gegen Rumänien an. Fünf Siege hatte es dabei für die Bundesrepublik gegeben, doch 1974, beim letzten Vergleich, hatte Rumänien das Aufeinandertreffen in einer Veranstaltung mit vier Ländern, die getrennt als drei Zweiervergleiche gewertet worden waren, für sich entschieden.

## Modus
Auf dem Programm standen neben den bei Frauenländerkämpfen üblichen dreizehn Disziplinen, die den olympischen Frauenwettbewerbskatalog komplett abdeckten, Rennen über 3000 Meter und 400 Meter Hürden, zwei Disziplinen, die bei den Olympischen Spielen 1984 in Los Angeles olympisch wurden. Die Punkte wurden nach dem Standardsystem vergeben.

## Ergebnis
Im Bereich der Einzelläufe ging es eng zu zwischen den beiden Ländern. Jedes Team konnte vier Siege erringen, Rumänien mit zwei, die Bundesrepublik mit vier Doppelerfolgen. In den anderen Kategorien waren die Resultate eindeutig. Beide Staffeln und beide Sprungwettbewerbe gingen an die Bundesrepublik. In der Kategorie Wurf/Stoß gewannen die Rumäninnen den Diskuswurf, die anderen beiden Disziplinen verbuchten die bundesdeutschen Leichtathletinnen auf ihrem Konto. Damit errangen die bundesdeutschen Sportlerinnen mit 87 zu siebzig Punkten den sechsten Erfolg über Rumänien.

## Resultate

### 100 m
| Platz | Athletin           | Land | Zeit (s) |
| ----- | ------------------ | ---- | -------- |
| 1     | Petra Sharp        | FRG  | 12,08    |
| 2     | Claudia Steger     | FRG  | 12,17    |
| 3     | Veronica Anghel    | ROU  | 12,34    |
| 4     | Mihaela Dumitrescu | ROU  | 13,00    |

### 200 m
| Platz | Athletin                 | Land | Zeit (s) |
| ----- | ------------------------ | ---- | -------- |
| 1     | Claudia Steger           | FRG  | 23,77    |
| 2     | Cornelia Schniggendiller | FRG  | 24,00    |
| 3     | Veronica Anghel          | ROU  | 24,86    |
| 4     | Silvia Marin             | ROU  | 25,39    |

### 400 m
| Platz | Athletin        | Land | Zeit (s) |
| ----- | --------------- | ---- | -------- |
| 1     | Elena Tărîţă    | ROU  | 52,14    |
| 2     | Dagmar Fuhrmann | FRG  | 52,94    |
| 3     | Silvia Hollmann | FRG  | 53,70    |
| 4     | Ibolya Korodi   | ROU  | 54,21    |

### 800 m
| Platz | Athletin           | Land | Zeit (min) |
| ----- | ------------------ | ---- | ---------- |
| 1     | Fița Lovin         | ROU  | 2:00,8     |
| 2     | Natalia Mărășescu  | ROU  | 2:00,9     |
| 3     | Brigitte Kraus     | FRG  | 2:01,1     |
| 4     | Brigitte Koczelnik | FRG  | 2:01,7     |

### 1500 m
| Platz | Athletin         | Land | Zeit (min) |
| ----- | ---------------- | ---- | ---------- |
| 1     | Ileana Silai     | ROU  | 4:05,7     |
| 2     | Birgit Friedmann | FRG  | 4:13,5     |
| 3     | Antoaneta Jacob  | ROU  | 4:20,7     |
| 4     | Maria Mödl       | FRG  | 4:23,0     |

### 3000 m
| Platz | Athletin            | Land | Zeit (min) |
| ----- | ------------------- | ---- | ---------- |
| 1     | Maricica Puică      | ROU  | 9:10,7     |
| 2     | Georgeta Gazibard   | ROU  | 9:15,3     |
| 3     | Mathilde Heuing     | FRG  | 9:30,2     |
| 4     | Christa Vahlensieck | FRG  | 9:37,0     |

### 100 m Hürden
| Platz | Athletin           | Land | Zeit (s) |
| ----- | ------------------ | ---- | -------- |
| 1     | Silvia Kempin      | FRG  | 13,55    |
| 2     | Christa Mössner    | FRG  | 14,18    |
| 3     | Mihaela Dumitrescu | ROU  | 14,19    |
| 4     | Mariana Nedelcu    | ROU  | 14,79    |

### 400 m Hürden
| Platz | Athletin            | Land | Zeit (s) |
| ----- | ------------------- | ---- | -------- |
| 1     | Erika Weinstein     | FRG  | 57,95    |
| 2     | Regina Westedt      | FRG  | 58,75    |
| 3     | Alexandrina Badescu | ROU  | 60,32    |
| 4     | Silvia Marin        | ROU  | 60,48    |

### 4 × 100 m Staffel
| Platz | Besetzung      | Land                                                           | Zeit (s) |
| ----- | -------------- | -------------------------------------------------------------- | -------- |
| 1     | BR Deutschland | Elvira Possekel Dagmar Schenten Gisela Grässle Petra Sharp     | 45,00    |
| 2     | Rumänien       | Ibolya Korodi Alexandrina Badescu Elena Tărîţă Veronica Anghel | 48,54    |

### 4 × 400 m Staffel
| Platz | Besetzung      | Land                                                      | Zeit (min) |
| ----- | -------------- | --------------------------------------------------------- | ---------- |
| 1     | BR Deutschland | Elke Decker Elke Barth Margrit Klinger Gaby Bußmann       | 3:35,3     |
| 2     | Rumänien       | Ibolya Korodi Alexandrina Badescu Fița Lovin Elena Tărîţă | 3:37,7     |

### Hochsprung
| Platz | Athletin        | Land | Höhe (m) |
| ----- | --------------- | ---- | -------- |
| 1     | Ulrike Meyfarth | FRG  | 1,90     |
| 2     | Virginia loan   | ROU  | 1,80     |
| 3     | Annette Harnack | FRG  | 1,80     |
| 4     | Cornelia Popa   | ROU  | 1,75     |

### Weitsprung
| Platz | Athletin    | Land | Weite (m) |
| ----- | ----------- | ---- | --------- |
| 1     | Anke Weigt  | FRG  | 6,53      |
| 2     | Doina Anton | ROU  | 6,22      |
| 3     | Gina Panait | ROU  | 6,19 a    |
| 4     | Karin Hänel | FRG  | 6,19 a    |

### Kugelstoßen
| Platz | Athletin        | Land | Weite (m) |
| ----- | --------------- | ---- | --------- |
| 1     | Beatrix Philipp | FRG  | 18,49     |
| 2     | Mihaela Loghin  | ROU  | 18,31     |
| 3     | Marion Gröger   | FRG  | 16,00     |
| 4     | Florența Tacu   | ROU  | 15,13     |

### Diskuswurf
| Platz | Athletin        | Land | Weite (m) |
| ----- | --------------- | ---- | --------- |
| 1     | Argentina Menis | ROU  | 62,18     |
| 2     | Florența Tacu   | ROU  | 56,00     |
| 3     | Ingra Manecke   | FRG  | 55,30     |
| 4     | Cornelia Sulek  | FRG  | 52,82     |

### Speerwurf
| Platz | Athletin         | Land | Weite (m) |
| ----- | ---------------- | ---- | --------- |
| 1     | Eva Helmschmidt  | FRG  | 61,64     |
| 2     | Éva Ráduly-Zörgő | ROU  | 58,82     |
| 3     | Heidi Repser     | FRG  | 56,20     |
| 4     | loana Pecec      | ROU  | 50,18     |